# Ҥ
Ҥ, ҥ (лигатура НГ) — буква расширенной кириллицы. Используется в марийском, якутском и алтайском языках. Обозначает заднеязычный носовой согласный звук [ŋ].
Использовалась в первом русско-чукотском словаре, составленном М. Пителиным и вышедшем в 1898 году. Например, в словах уйга-поҥоль «безызвестие», элевтилинь-титиҥа «булавка», анаҥа «бульон». В латинице 1932—1937 годов букве соответствовала Ŋ ŋ, в кириллице с 1937 до 1950-х — Нʼ нʼ, в современной кириллице (начиная с конца 1950-х) — Ӈ ӈ.
Использовалась в якутском алфавите, составленном в 1858 году Д. В. Хитровым. Была введена в официальный кириллический алфавит при его создании в 1939 году.
В ряде других алфавитов (например, башкирском, казахском) аналогичную роль выполняет буква Ң.